# Sotodosos
Sotodosos est une commune d'Espagne de la province de Guadalajara dans la communauté autonome de Castille-La Manche.

## Personnalités liées
- Manuel Sanz Domínguez (1887-1936), prêtre espagnol, restaurateur d'ordre, martyr et bienheureux catholique.